# Aeroportul Ballykelly
Aeroportul Ballykelly (IATA: BOL, ICAO: EGQB) este un aeroport din Irlanda de Nord, Regatul Unit.
aeroportul dispune de o singură pistă. Este operat de Royal Air Force.